# Rosette (Fell)

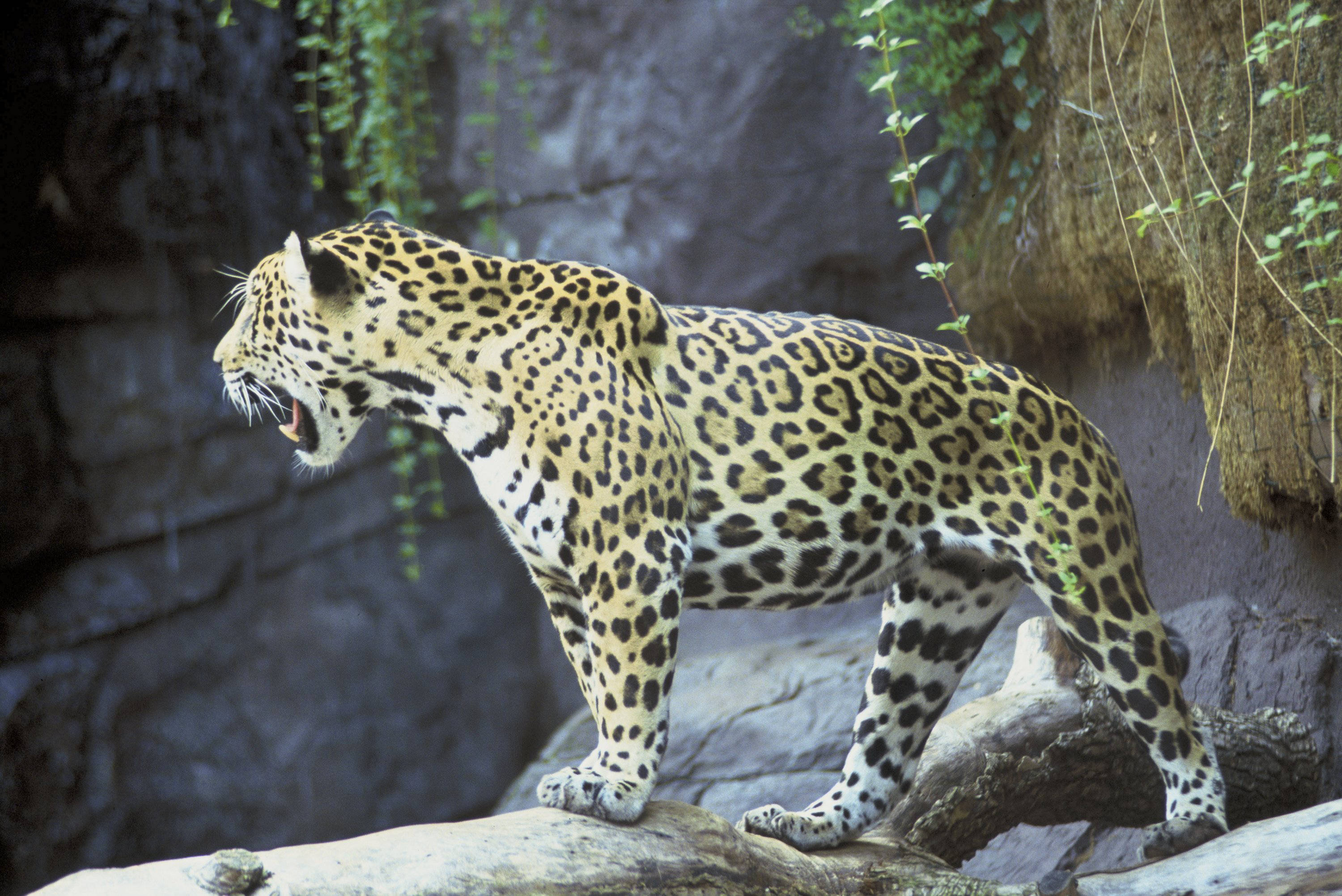
Rosetten mit Füllflecken beim Jaguar

Eine Rosette ist in der Biologie das bestimmende Element mancher Fellzeichnungen. Sie besteht aus einer annähernd kreisförmigen Anordnung von braunschwarzen Flecken, deren Zentrum etwas dunkler ist als die Fellgrundfarbe. Auf einem so gezeichneten Fell sind viele dieser Rosetten nebeneinandergesetzt.
Unsymmetrische Fleckenzeichnungen kommen bei Pelztieren, bis auf ganz wenige Sorten von Seehunden, nur bei Haustieren vor, nicht in der freien Natur. Leopard, Jaguar oder Ozelot haben rosettenartige Flecken, die rechte Seite ist stets annähernd der linken Seite gleich oder zumindest ähnlich. Auch die Tigerkatzen-Arten (südliche wie nördliche) haben ähnlich dem Ozelot bänderförmig längs angeordnete Rosetten. Der Name Tigerkatze ist jedoch irreführend, denn ein Tiger hat vertikale Streifen, die nur zum Teil als ellipsenförmige Flecken geformt sind.